# Симеон Нинов
Симеон Нинов (22 юни 1940 – 19 април 2017) е бил български футболист, вратар. Играл е за Черно море (Варна) от 1961 г. до 1973 г., като записва 197 мача за „моряците“ в А група.
Нинов е част от една от най-силните формации в историята на Черно море, която завършва на 4-то място в първенството през сезон 1968/69. Изиграл е 4 мача за Б националния и 12 мача за младежкия национален отбор. След като приключва кариерата си работи като учител по физическо възпитание в училища във Варна.